# Раздолье (Донецкая область)
Раздолье (укр. Роздолля) — село в Александровской поселковой общине Краматорского района Донецкой области Украины.

## Общие сведения
Население по переписи 2001 года составляло 139 человек. Почтовый индекс — 84040. Телефонный код — 6269.